# Jutta Urpilainen
Jutta Urpilainen, née le 4 août 1975 à Lapua, est une femme politique finlandaise membre du Parti social-démocrate de Finlande (SDP).
Elle est élue pour la première fois en 2000 dans un conseil municipal, puis elle remporte un siège de la circonscription de Vaasa au Parlement trois ans plus tard.
En 2008, elle devient à la surprise générale présidente du SDP. À la suite des élections de 2011, elle est nommée vice-Première ministre et ministre des Finances dans la coalition du conservateur Jyrki Katainen. Lors du congrès du SDP en 2014, elle est battue par Antti Rinne et se retire du gouvernement.
Elle est désignée en septembre 2019 comme commissaire au sein de la commission Von der Leyen chargée des partenariats internationaux.

## Biographie

### Débuts précoces en politique
Diplômée en sciences de l'éducation de l'Université de Jyväskylä, elle a brièvement exercé en tant qu'enseignante. Fille du député Kari Urpilainen, elle entre précocement en politique, s'engageant dans le mouvement de jeunesse du SDP ou représentant la Finlande au comité de direction de l'ECOSY.

### Premiers mandats électoraux
Élue du conseil municipal de Kokkola en 2000, elle succède à son père et devient députée de la circonscription de Vaasa à l'issue des législatives de 2003. Elle conserve des responsabilités locales devient vice-présidente du conseil municipal de Kokkola en 2005.

### Présidente du Parti social-démocrate
Réélue assez nettement en 2007 dans une circonscription difficile pour le SDP, elle devient vice-présidente du groupe parlementaire social-démocrate.
En février 2008, elle pose sa candidature à la succession d'Eero Heinäluoma en vue du congrès du parti à Hämeenlinna en juin 2008. Elle est élue à la surprise générale, notamment contre le vétéran Erkki Tuomioja, et devient, à 32 ans, la première femme dirigeante du SDP le 8 juin.

### Ministre des Finances
Lors des élections du 17 avril 2011, les sociaux-démocrates perdent un peu plus de deux points mais parviennent à se classer en deuxième position des forces politiques finlandaises. Le parti intègre ensuite la coalition mise en place par le conservateur Jyrki Katainen et le 22 juin, Jutta Urpilainen est nommée vice-Première ministre et ministre des Finances.
Lors de l'élection du président du Parti social-démocrate du 9 mai 2014, elle est battue par le syndicaliste Antti Rinne, qui s'impose par une étroite marge de 257 voix contre 243. Il la remplace le 6 juin suivant dans ses fonctions gouvernementales.